# 信濃丸
信濃丸（しなのまる）は日本郵船の貨客船。貨客船としてより、日露戦争時に仮装巡洋艦として哨戒中にバルチック艦隊を発見し、日本海海戦での日本海軍の勝利に貢献した船として知られる。

## 建造
日本郵船は開設した欧州航路に貨客船13隻（うち予備船1隻）を新造して投入することとし、信濃丸は予備船として1900年4月、イギリスグラスゴーのデビット・ウィリアム・ヘンダーソン社で竣工した。当初、信濃丸は三菱合資会社三菱造船所で建造される予定だったが、先に建造していた常陸丸（日本郵船、6,172トン）建造の際にトラブルが生じて竣工が9カ月遅れたため建造スケジュールが狂い、ヘンダーソン社に発注されることとなった。
常陸丸竣工遅延に伴って信濃丸建造を外注に切り替えたことなどによる莫大な諸費用は、すべて三菱が支払った。船型は同じデビット・ウィリアム・ヘンダーソン社製の若狭丸型貨客船の準姉妹船で、同型とは後部デッキのボートの配置、数等が変更されている。また、信濃丸をベースに出力を増加させて速力をアップさせた加賀丸型が三菱合資会社三菱造船所で建造された。竣工後は予定通り欧州航路に就航した。
一方、日本郵船はシアトル航路を開設し、従来船5隻の他たびたび欧州航路の鎌倉丸が充当されていた。1901年11月2日、信濃丸はそんな鎌倉丸を置き換える形で同航路に転じ、鎌倉丸は欧州航路に専念する形となった。1903年には永井荷風が同船で渡米した。

## 日露戦争
1904年2月6日、日露戦争開戦。信濃丸は最初、陸軍御用船として徴用されたが、同年12月には徴用解除となった。翌1905年3月15日、信濃丸は海軍に徴用され、呉鎮守府所属の仮装巡洋艦として整備された。仮装巡洋艦としての兵装は十五栂安式速射砲1基、十二斤安式速射砲3基であった。4月に入ると信濃丸は僚艦とともに対馬尾崎湾に移動し、対馬海峡の哨戒にあたった。
5月27日午前2時45分、信濃丸は五島列島白瀬西方40海里の地点を北東方向に向かって航行中、左舷側に同航する1隻の汽船を発見した。しばらく観察すると、この汽船は後マストに「白・赤・白」の信号灯（これは赤十字の意味だったとされる）を掲げていた。折りしも、東側に月が出ており、信濃丸からは見難い態勢だったので、信濃丸は西方に針路を変えて汽船の左舷側に出た。4時30分になって汽船に近寄り、相手は仮装巡洋艦と見当をつけたが、兵装が見当たらなかったので相手は病院船と推定した。そのうち、相手は信号をやり取りしていたことから、付近に別の艦船がいると判断された。信濃丸は見張りを厳にしつつ汽船に対して停船命令を発しようとしていた時、船首左舷方向に十数隻の艦艇と数条の煤煙を発見。信濃丸は、病院船「アリヨール」に接近し、「アリヨール」の左舷側に回った結果、「アリヨール」とバルチック艦隊の列間に入り込んでいたのである。午前4時45分。信濃丸は直ちに転舵し、全速力で退避。それと同時に三六式無線機にて「敵艦見ユ」として知られる一連の通報を送信し始めた。その後も6時過ぎに巡洋艦和泉に引き継ぐまで触接し続け、バルチック艦隊が確実に対馬海峡を目指していることを確認した。艦長はバルチック艦隊からの妨害電波を受けたと報告しているが、ロシア側は信濃丸に気付かなかったとされている。和泉に触接任務を引き継いだ後、信濃丸はアメリカ商船を臨検した。夕方に入り、仮装巡洋艦台南丸（大阪商船、3,176トン）と合流し対馬海峡の哨戒を続けた。※注戦史（久松五勇士）

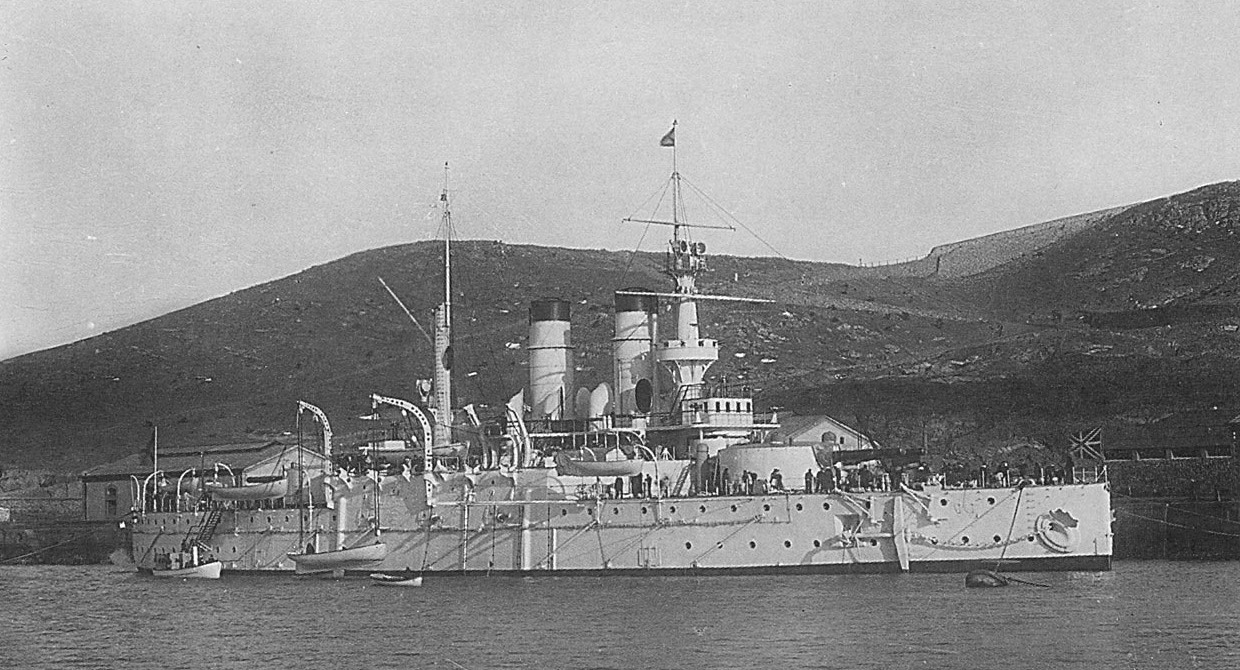
シソイ・ヴェリキィー

翌5月28日、信濃丸と台南丸は仮装巡洋艦八幡丸（日本郵船、3,818トン）と合流し3隻で沖ノ島北方海上で哨戒を行った。6時を過ぎた頃、信濃丸の左舷前方に戦艦と駆逐艦がいるのを発見。駆逐艦は遁走して八幡丸がこれを追跡。信濃丸と台南丸は戦闘配置を令して戦艦に近寄った。戦艦は前日の日本海海戦で損傷した海防戦艦シソイ・ヴェリキィーだった。大破していたシソイ・ヴェリキィーは全く反撃せず、ただ救助を求めるのみだった。信濃丸はシソイ・ヴェリキィーに降伏するかどうか信号で呼びかけると、降伏を了承する信号を返してきたため、信濃丸はただちに捕獲班をシソイ・ヴェリキィーに乗り込ませ、軍艦旗を掲揚して一旦は捕獲に成功した。しかし、シソイ・ヴェリキィーは前部から徐々に沈み始め、曳航も試みられたが困難となり、信濃丸は台南丸、引き返してきた八幡丸とともにシソイ・ヴェリキィー乗員の救助にあたった。シソイ・ヴェリキィーに一旦は翻した軍艦旗も撤去され、シソイ・ヴェリキィーは11時5分に対馬韓崎の東方海上で沈没した。6月14日、信濃丸は仮装巡洋艦としての役目を解かれ、6月26日に徴用解除となった。

### 艦長
- 成川揆 大佐：1905年3月15日 - 1905年6月14日[13]

## 徴用解除後
信濃丸は徴用を解除されるとシアトル航路に復帰した。後に神戸・基隆間航路に転じ、1913年には孫文が同船で日本に亡命した。第一次世界大戦では徴用を免れ、1923年に日本郵船の近海航路部門が独立して近海郵船が設立され、神戸・基隆間航路も近海郵船に継承された。信濃丸も移籍し、引き続き神戸・基隆間航路に就航した。

## 蟹工船へ
1929年に北進汽船へ売却。その後、1930年に日魯漁業に売却された際に蟹工船に改装された。1932年に太平洋漁業へと売却され、サケ・マス工船や北洋漁業の母船として活用された。太平洋漁業時代には、その頃太平洋漁業に在籍していた笠戸丸（6,209トン）などと船団を組んでカムチャッカ半島方面などで操業していたが、しばしばソ連側から領海侵犯の疑いをかけられることもあった。

## 第二次世界大戦中
1941年12月に勃発した太平洋戦争（大東亜戦争）中は、輸送船として活躍した（笠戸丸は引き続き漁業に従事した）。しかし、陸軍の兵士として乗船した水木しげるの証言によれば、この頃の信濃丸は、触ると船体の鉄板が欠け落ちるほど老朽化が進んでいた。「浮かんでいるのが不思議」「魚雷が船底を通るだけでも沈む」と揶揄されたほどだったが、無事に戦争を生き延びた。
この間の1943年に太平洋漁業が日魯漁業に合併されたので、信濃丸は再び日魯漁業に籍を置いた。（その後同社の北洋母船式鮭鱒漁の母船に「信濃丸」の名は引き継がれた。北洋母船式鮭鱒漁の母船、特に船内で最終製品である「鮭缶」の製造までを行ってしまう工船であり、名を引き継いだ他は基本的には無関係である）

## 引き揚げ船
戦後はGHQの日本商船管理局（en:Shipping Control Authority for the Japanese Merchant Marine, SCAJAP）によりSCAJAP-S028の管理番号を与えられた。引揚げ船として、主にシベリアなどからの引揚者の輸送に従事し、大岡昇平も同船で復員した。1951年に船籍を解除され、スクラップとして売却され解体された。日露戦争と第二次世界大戦と2度も徴用されたが戦没しなかったので、強運に恵まれた船だったともいえる。